# Куршава
Курша́ва — село в составе Андроповского района (муниципального округа) Ставропольского края России.

## Название
Варианты названия
- Куршавка,
- Куршаво,
- Куршавское[2],
- Бурсыклы[3].

В книге А. Твалчрелидзе «Ставропольская губерния в статистическом, географическом, историческом и сельско-хозяйственном отношениях» (1897) приводится следующая версия происхождения названия Куршавка:

…на месте села был татарский аул; когда же пришли русские переселенцы, то татары покинули этот аул, забрав всё своё имущество, а сакли разломали. Во время переселения один татарин забыл в ауле свои обручи и вернулся взять их. Не найдя ничего у своей разрушенной сакли, он ходил и спрашивал: «курш», «курш», (что по-русски значит: «обруч», «обруч»!). Русские подумали, что татарин словом «курш» называет оплакиваемый им покинутый аул и дали название своему посёлку Куршавка.

## География
Расположено в 83 км от краевого центра и 6 км от районного центра, на реке Суркуль (приток Кумы), на высоте 391 м над уровнем моря. Протяжённость границ села — 4,4 км с севера на юг и 1,9 км с запада на восток.
Железнодорожная станция Куршава на линии Армавир — Минеральные Воды.

## История
Село основано в 1869 году переселенцами из средних и южных губерний Российской империи на месте ногайского аула.
В 1909 году в селе числилось 711 дворов, 5,2 тысяч жителей. Село сильно пострадало во время гражданской войны (в 1925 году в селе проживало уже 3,5 тыс. жителей), во время голода 1933 года.
В 1924 году в Куршавке образовалось сельскохозяйственное товарищество «7-е октября».
На фронтах Великой Отечественной погибло 350 жителей села. С августа 1942 года до января 1943 года село находилась под немецкой оккупацией.
До 16 марта 2020 года село было административным центром упразднённого Куршавского сельсовета.

## Население
| 1870  | 1874  | 1897  | 1903  | 1910  | 1926  | 1939  | 1959  | 1970 | 1979  |
| ----- | ----- | ----- | ----- | ----- | ----- | ----- | ----- | ---- | ----- |
| 1192  | ↘826  | ↗3996 | ↘3709 | ↗6037 | ↘4251 | ↘1989 | ↘1087 | ↘949 | ↗1131 |
| 1989  | 1999  | 2002  | 2008  | 2010  | 2011  | 2014  | 2021  |      |       |
| ↗1479 | ↗1757 | ↘1738 | ↘1563 | ↗1613 | ↗1625 | ↘1600 | ↘1434 |      |       |

## Инфраструктура
- Администрация муниципального образования Куршавского сельсовета
- Дом культуры
- Сельская библиотека. Открыта 27 мая  1937 года[19]
- Дополнительный офис Сбербанка России
- парк
- фельдшерско-акушерский пункт
- предприятия сельского хозяйства
- уличная сеть насчитывает 12 улиц и 4 переулка[20].
- в 300 м к югу расположено общественное кладбище[21].

## Связь
В селе доступна сотовая связь (2G, 3G), предоставляемая операторами «Билайн», «МегаФон», «МТС», «Yota».
Село входит в перечень поселений (населённых пунктов) Ставропольского края с численностью населения менее трёх тысяч человек, в которых отсутствует точка доступа к информационно-телекоммуникационной сети «Интернет».

## Образование
- Детский сад № 21 «Дюймовочка»
- Средняя общеобразовательная школа № 12
- Спелеологический клуб «Стикс»

## Эпидемиология
Находится в местности, отнесённой к активным природным очагам туляремии.

## Люди, связанные с селом
- А. В. Жинкин (17.04.1949, село Чкалово — 4.03.1986) — подполковник, заместитель начальника политотдела мотострелковой дивизии. Погиб во время войны в Афганистане, награждён орденом Красного Знамени (посмертно). Похоронен в Куршаве, его имя носит одна из улиц села[28][29][30].

## Археологические памятники
В 4 км к восточнее восточной окраины Куршавы расположен курганный могильник «Николаевский-4» (9 курганных насыпей), а в 2,7 км на северо-северо-восток — курганный могильник «Кунаковский-1». Оба могильника относятся к среднему бронзовому веку. Состояние первого из них характеризуется как неудовлетворительное: в восточном поле одного из курганов установлена опора воздушных линий электропередач; другие насыпи подвергались разрушению в процессе распашки. Могильники представляют научную, историческую и культурную ценность, являются объектами археологического наследия.

## Памятники истории
В центральной части села находится объект культурного наследия (памятник истории) регионального значения — Братская могила 47 советских воинов, погибших в 1942—1943 гг. (рег. № 261510204900005 (ЕГРОКН)). В 1990 году на территории захоронения сооружён мемориал.